# カイラー・リー
カイラー・リー（Chyler Leigh、本名：Chyler Leigh Potts　1982年4月10日 - ）は、アメリカ合衆国の女優、歌手、モデルである。

## 来歴
ノースカロライナ州シャーロットにて生まれ、バージニア州バージニアビーチにて育つ。その後12歳の時にフロリダ州マイアミに移り住む。
15歳の時に映画『Kickboxing Academy』で女優デビュー。実の兄クリストファー・カイマン・リーと恋人役で共演した。2001年にコメディ映画『Not Another Teen Movie』に主演。同映画のサウンドトラックに収録されているマリリン・マンソンの"Tainted Love"のミュージック・ビデオにも出演している。
2002年にドラマ『Girls Club』『That's 80's Show』にレギュラー出演するもいずれも第1シーズンをもって打ち切りとなる。2003年にドラマ『ザ・プラクティス ボストン弁護士ファイル』の第7シーズンにレギュラー出演したが、制作費の削減のために第7シーズンの最終回をもって降板となった。
2007年よりドラマ『グレイズ・アナトミー』の第4シーズンより主人公メレディス・グレイの母違いの妹で外科インターンのレクシー・グレイ役でレギュラー出演。
2014年よりドラマ『TAXI ブルックリン』の主人公 サリヴァン役でレギュラー出演。

### 私生活
2002年7月20日にドラマ『7th Heaven』で共演した俳優ネイサン・ウエストと結婚。2003年12月には長男ノア・ワイルド・ウェスト（Noah Wilde West）、2006年9月には長女テイリン・リー・ウェスト（Taelyn Leigh West）、2009年5月7日には次女アニストン・ケイ・ウェスト（Anniston Kae West）が誕生。
2020年6月にLGBTQ+のコミュニティの一員であることをカミングアウトした。

## フィルモグラフィー

### 映画
| 年   | 邦題/原題                                         | 役名                   | 備考 |
| ---- | ------------------------------------------------- | ---------------------- | ---- |
| 2001 | あるあるティーン・ムービー Not Another Teen Movie | ジェイニー・ブリッグス |      |
| 2012 | ブレーキ Brake                                    | モリー・レインズ       |      |

### テレビ
| 年        | 邦題/原題                                                    | 役名                               | 備考                                                          |
| --------- | ------------------------------------------------------------ | ---------------------------------- | ------------------------------------------------------------- |
| 2003      | ザ・プラクティス ボストン弁護士ファイル The Practice         | クレア・ワイアット                 | 1エピソード                                                   |
| 2007-2012 | グレイズ・アナトミー 恋の解剖学 Grey's Anatomy               | レクシー・グレイ                   | シーズン3: ゲスト シーズン4 - 8: メインキャスト 113エピソード |
| 2010      | 19番目の妻 The 19th Wife                                     | クイニー・アルトン                 | テレビ映画                                                    |
| 2012      | プライベート・プラクティス 迷えるオトナたち Private Practice | レクシー・グレイ                   | 1エピソード                                                   |
| 2014      | TAXI ブルックリン Taxi Brooklyn                              | ケイトリン・"キャット"・サリヴァン | 主演 12エピソード                                             |
| 2015-2021 | SUPERGIRL/スーパーガール Supergirl                           | アレックス・ダンバース             |                                                               |